# Szentiványi Róbert
Szentiványi Róbert (eredeti neve: Zeisinger Róbert József) (Budapest, 1880. december 11. – Szeged, 1961. szeptember 16.) magyar római katolikus pap, egyházi író, könyvtáros, bibliográfus, egyetemi tanár. 

## Életpályája
Szülei Zeisinger József kőműves és Vitkay Ida voltak. Középiskoláit Budapesten, Pozsonyban, Esztergomban és Bécsben végezte el. Tanult a Pázmáneum tagjaként a bécsi és a Collegium Germanicum et Hungaricum növendékeként (1899) a római Szent Gergely Egyetemen. 1905-ben pappá szentelték. 1906-tól Kolozsváron volt káplán. 1907–1919 között a gyulafehérvári hittudományi főiskola tanára, a Batthyaneum könyvtár őre, majd igazgatója. 1919-ben rövid ideig Budapesten külügyi szolgálatban volt. 1920-tól plébános volt Balatonbogláron. 1924-től a szegedi egyetem bölcsészkarán magántanárként dolgozott. 1929-től Pilisvörösváron volt plébános. 1930-tól a szegedi hittudományi főiskola tanára volt. 1940-től Kolozsváron egyetemi előadó volt. 1944–1950 között Zircen tanított. 1950-től Szegeden élt.

## Művei
- A gyulafehérvári Codex Aureus (Brassó, 1911)
- Der Codex Aureus von Lorsch, jetzt in Gyulafehérvár (Salzburg, 1912)
- A szeretet útján (Kolozsvár, 1912)
- A szentírástudomány tankönyve (Gyulafehérvár, 1913–1914)[6]
- Szt Lukács evang-a a 9. sz-ból (Brassó, 1913)
- Exsurge (Politikai cikkek, 1917)
- Az erdélyi egyházmegye és a román imperium (Budapest, 1921)
- A ruhák eredete (Szeged, 1926)
- A régi byblosi felitatok és az ABC keletkezése (Budapest, 1927)
- A századok halhatatlan kir-a. A vasárnapi és ünnepi evang. szakaszok magyarázata (1937)
- A szt leckék magyarázata (1938)
- Történelmi dolgozatok (Szeged, 1946)
- Catalagus concinnus librorum manuscriptorum Bibliothecae Batthyanyanae Albae in Transsylvania (I., Szeged, 1947, II., Szombathely, 1949. III., Szeged, 1956. – Editioquarta: Catalogus Concinnus. Szeged, 1958)
- Bábeltől Pannoniáig (A pannon nép neve és eredete) (Baltimore, 1962)